# ГЕС Фаснейкайл
ГЕС Фаснейкайл (англ. Fasnakyle) — гідроелектростанція у Шотландії. Розташована в південній частині Північно-західного Шотландського нагір'я, у сточищі річки Glass, яка після злиття з Farrar носить назву Beauly та впадає у затоку Північного моря Beauly Firth (можливо відзначити, що долина Glass/Beauly тягнеться у північно-східному напрямку паралельно до знаменитого озера Лох-Несс, яке відділяє Північно-західне нагір'я на півночі від Грампіанських гір на півдні).
Починаючи з 1920-х років обговорювався проект ГЕС на основі ресурсів річки Affric (лівий виток річки Glass). Через спротив в суспільстві, викликаний особливою красою цієї місцевості, в підсумку довелось відмовитись від спорудження на ній масштабного водосховища, яке б викликало значний підйом води. Замість цього основну водойму створили в долині річки Cannich (ліва притока Glass, що протікає паралельно до Affric далі на північ). Зведена тут бетонна гравітаційна гребля Mullardoch висотою 47 метрів та довжиною 715 метрів, яка потребувала для свого спорудження 300 тис. м3 матеріалу, підняла рівень води на 34 метри. В результаті за рахунок злиття природних озер Loch Mullardoch та Loch Lungard утворилось витягнуте між горами на 13,7 км водосховище.
Із Loch Mullardoch по дериваційному тунелю довжиною 4,8 км та діаметром 4,4 метра вода перекидається на південний схід в долину Affric, до озера Loch Benevean. Споруджена у складі гідрокомплексу мала допоміжна гребля майже не змінила рівень останнього (та зовсім не вплинула на розташоване вище по течії озеро Loch Affric, яке за відхиленим проектом 1920-х років мало б злитись із Loch Benevean). Для усунення ерозії берегів також накладено суворі обмеження на коливання рівня Loch Benevean при роботі ГЕС. Також можна відзначити, що для використання перепаду висот між цим озером та розташованим на 25 метрів вище Loch Mullardoch на дериваційному тунелі працює мала гідроелектростанція потужністю 2,4 МВт.
Із Loch Benevean до машинного залу ГЕС Fasnakyle, розташованого  на лівому березі річці Glass у 1 км від злиття її витоків, веде другий дериваційний тунель. Зал первісно було обладнано трьома турбінами типу Френсіс потужністю по 22 МВт, які при напорі у 159 метрів забезпечували виробництво 254 млн кВт-год електроенергії на рік. У 2006 до них додали четверту турбіну потужністю 7,7 МВт.